# Rajo, Syria
Rajo (tiếng Ả Rập: راجو, tiếng Kurd: Reco) hoặc Raju là một thị trấn thuộc quận Afrin, tỉnh Aleppo, tây bắc Syria. Rajo là trung tâm của một tiểu huyện cùng tên với khoảng 65 ngôi làng và trang trại xung quanh nó. Thị trấn có khoảng 4.000 dân trong khi tổng dân số của tiểu huyện là 21.955 (điều tra dân số chính thức năm 2004). 

Rajo là trung tâm hành chính của Nahiya Rajo của quận Afrin.

Rajo là một khu định cư cũ nằm trên cao nguyên Baylan ở phía tây núi Kurd. Cái tên Rajo bắt nguồn từ một gia đình người Kurd cũ cùng tên với thân cây Schaykh (k) an. Trên Rajo, Đường sắt Baghdad chạy từ năm 1912.

## Nội chiến Syria
Vào ngày 7 tháng 9 năm 2016, vào khoảng 18:00 giờ địa phương, quân đội Thổ Nhĩ Kỳ bắt đầu pháo kích ngôi làng Sorkê nằm 7 km về phía tây-tây nam của Rajo với pháo, đạn súng cối và xe tăng. Sáu thành viên của lực lượng an ninh người Kurd đã thiệt mạng.
Vào ngày 3 tháng 2 năm 2018, các cuộc đụng độ vũ trang đã nổ ra ở Bulbul và Rajo giữa Quân đội Syria Tự do do Thổ Nhĩ Kỳ hậu thuẫn và Đơn vị Bảo vệ Nhân dân của Lực lượng Dân chủ Syria (YPG) giữa sự can thiệp của quân đội Thổ Nhĩ Kỳ để chiếm thành phố Afrin do người Kurd nắm giữ. Vào ngày 3 tháng 3, các lực lượng do Thổ Nhĩ Kỳ lãnh đạo đã chiếm được Rajo, một trong những thành trì lớn của người Kurd ở phía tây Afrin. Nó bị bao vây ba phía và rơi xuống không có sức kháng cự đáng kể.